# 陳詠韶

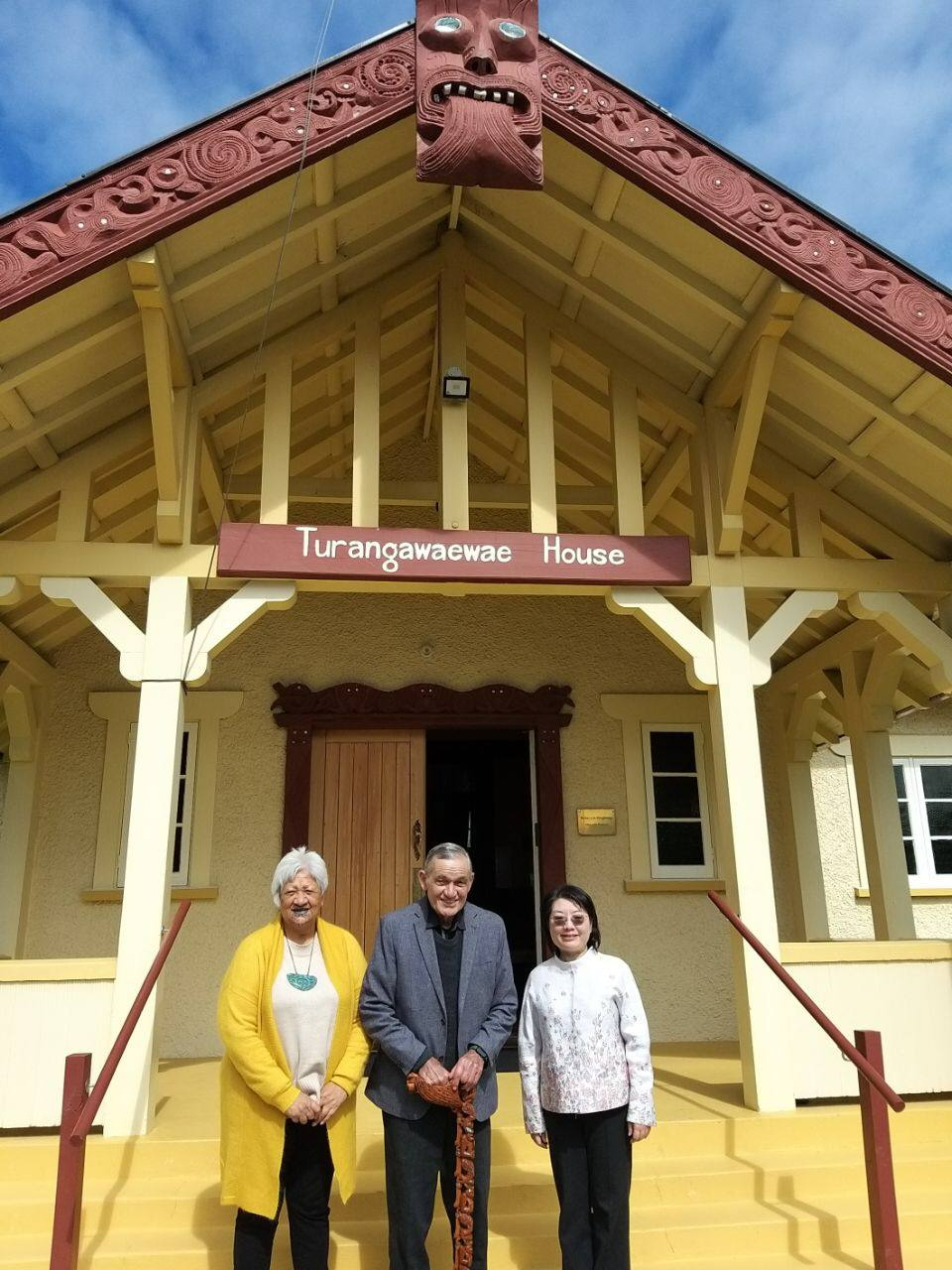
2022年9月，駐奧克蘭辦事處長陳詠韶會見紐西蘭毛利王圖伊提亞夫婦。

陳詠韶，中華民國外交官。畢業於國立政治大學外交學系學士、喬治·華盛頓大學國際關係碩士。在外交部任職期間，曾任駐美國臺北經濟文化代表處政務組秘書、北美司經貿事務科長、駐印尼臺北經濟貿易代表處新聞組長、歐洲司副司長等職務，現任駐奧克蘭臺北經濟文化辦事處總領事銜處長。

## 職業生涯
2020年3月，捷克外交部長佩崔切克接受捷克電視台專訪時表示，捷克樂於與臺灣在經濟、文化、學術、觀光等領域合作，但捷克政治人物應該遵守「一个中国」政策的傳統，捷克不承認臺灣是獨立國家，在政治關係上與臺灣沒有共同利益，因此不建議新任參議院議長韋德齊訪問臺灣。對此，外交部歐洲司副司長陳詠韶回應，捷克發布的聯合聲明中，表示捷克是個主權獨立的國家，獨立決定自己的外交政策，不受外界影響，拒絕任何形式的壓迫，捷克將持續與臺灣發展經貿與文化的合作，不會影響捷克與歐盟長期執行的一中政策，至於韋德齊是否訪臺，駐捷克代表處會密切關注。6月，韋德齊宣布將於8月率團訪臺，陳詠韶指出，韋德齊在記者會明確表示，此行是經過各方討論充分交換意見所做的決定，是為了促進臺捷各方面領域關係，並彰顯捷克在自由民主人權各方面價值觀與臺灣的深刻共鳴。捷克参议院之前也以50：1的絕對多數，通過提案支持議長訪問臺灣。
2020年4月，對於COVID-19疫情在全球擴散，外交部宣布第二波國際抗疫人道援助行動，將捐贈總數6百萬片醫療口罩，外交部歐洲司副司長陳詠韶表示，受贈的歐洲國家包括北歐的瑞典、丹麥，中东欧的奧地利、斯洛伐克、斯洛維尼亞，以及波罗的海的愛沙尼亞、拉脫維亞、立陶宛等8國，數量共130萬片，將儘快啟運，落實「臺灣能幫忙」（Taiwan can help）理念。首波捐贈的口罩是由臺灣的中華航空（華航，China Airlines）運送，歐盟在感謝臺灣之際，也感謝運送口罩的China Airlines。在臺灣卻引起「China Airlines」容易被誤認為捐贈來自於中华人民共和国（下文皆權稱中國）的爭議，行政院長蘇貞昌表示，已經要求交通部告知華航，以後運送物資的上面要有國旗以及「Taiwan can help」字樣。媒體詢問第二波口罩捐贈是否仍由華航運送？陳詠韶回應，不排除任何可能，並強調會採用國籍航空的華航或長榮航空（長榮），也感謝華航做了很多犧牲與合作。
2020年7月，德國外交部傳出因中國壓力，將官方網站的中華民國國旗撤下，外交部歐洲司副司長陳詠韶對此譴責，「德國外交部以它一個中國政策為理由，沒有把臺灣的國旗放在該部介紹臺灣的網頁上面，外交部對於這樣的情形，因為有差別的一個做法表示無法接受。因為介紹臺灣的網頁跟介紹其他國家跟地區的呈現方式不一致，這樣會對各國民眾造成沒有必要的誤會。」對此，已經請駐德國代表處進行溝通。
2021年3月，法國媒體報導中國駐法國大使卢沙野致函法國參議院友台小組主席李察要求取消訪問臺灣，外交部歐洲司副司長陳詠韶表示，盧沙野的信函措辭蠻橫無理，外交部對此強烈譴責。「臺法國會互訪慣例行之有年，中方無權置喙，對於李察主席在防疫無虞下率團訪臺的規劃，外交部表達熱烈歡迎之意。」10月，李察率團訪臺，總統蔡英文並頒贈特種大綬卿雲勳章。
2021年8月，第78屆威尼斯影展将于9月开幕，台湾有两部影片入圍，即鍾孟宏执导的《瀑布》與蔡明亮执导的《良夜不能留》，但作品国籍在影展的網站上被标注為“中華臺北”（Chinese Taipei）。外交部欧洲司副司长陈咏韶表示，台湾的这两部入围影片当初都是以“臺灣”申请参赛，因为中国向影展的意大利主办单位提出抗议，所以在没有经过参赛方同意的情况下，擅自在影展網站上更改国籍。驻意大利代表处已向主办单位提出交涉，导演與制片人也去函要求更正作品国籍；同月，臺灣自由潛水運動員前往賽普勒斯參賽，但出發前發現臺灣的COVID-19國際預防接種證明書（黃皮書）恐無法被承認，在入境卡的國籍欄也找不到臺灣的選項。陳詠韶回應，根據兼轄賽普勒斯的駐希臘代表處回報，該國將臺灣列為橘色列別，只要持有72小時內的PCR檢測陰性證明即可入境，至於入境卡的國籍欄，代表處已多次嘗試聯繫該國政府與主辦單位，持續接洽。
2021年9月，斯洛伐克捐贈的16萬劑「AZ疫苗」抵達臺灣，衛生福利部疾病管制署長周志浩、外交部歐洲司副司長陳詠韶、斯洛伐克駐臺代表博塔文（Martin Podstavek）與副代表蘇可娜（Michaela Šuláková）前往桃園機場迎接。
2021年12月，由於立陶宛與臺灣發展關係卻引來中國的報復作為，並傳出其海關系統將立陶宛移除以阻止貨物進口。外交部歐洲司副司長陳詠韶表示，臺灣堅定支持以規則為基礎的国际贸易體系，樂見歐盟研議反制威權主義脅迫的政策與法制工作，並呼籲世界贸易组织（WTO）會員應團結一致，維護捍衛自由貿易精神；同月，第六屆臺斯外交部總司長級諮商會議在臺北舉行，由外交部歐洲司代理司長陳詠韶、斯洛伐克外交部經濟合作總司長季絲（Lucia Kišš）共同主持。